# Cecilia Hjalmarsson
Ewa Charlotte Cecilia Hjalmarsson, född 19 oktober 1950 i Örebro, är en svensk skådespelare.
Hon var 1982 till 2000 gift med Kenneth Milldoff.

## Filmografi
- 1974 – Jourhavande (TV-serie)
- 1975 – Gyllene år (TV-serie) - Christina
- 1976 – Predikare-Lena (TV-film)
- 1977 – Soldat med brutet gevär (TV-serie)
- 1978 – Forskaren (TV-serie)
- 1979 – Barbies värld - Cindy
- 1979 – Rädsla (TV-serie)
- 1981 – Sopor - TV-reporter som intervjuar John Smith
- 1981 – Kallocain (TV-serie)
- 1983 – Spanarna (TV-serie) - gatflickan Gullan
- 1986 – Veberödsmannen - Möllaren Bengt Larssons Hustru
- 1998 – Taran och den magiska kitteln - Orddu (röst)
- 2002 – Den 5:e kvinnan (TV-serie) - Margareta Nystedt
- 2005 – Lasermannen (TV-serie) - psykiater på S:t Eriks sjukhus
- 2009 – Bröllopsfotografen
- 2009 – Familjen Babajou (TV-serie)
- 2014 – Min så kallade pappa
- 2015 – Halvvägs till himlen (TV-serie)
- 2016 – Flykten till framtiden

## Teater

### Roller
| År   | Roll    | Produktion                                | Regi            | Teater                   |
| ---- | ------- | ----------------------------------------- | --------------- | ------------------------ |
| 1984 |         | Peer Gynt Henrik Ibsen                    | Edith Roger     | Malmö Stadsteater        |
| 1985 |         | Top Girls Caryl Churchill                 |                 | Malmö Stadsteater        |
| 1988 | Masja   | Måsen (Чайка, Tjajka) Anton Tjechov       | Ronnie Hallgren | Malmö Stadsteater        |
| 1991 | Cecilia | Mars eller Kärlekens spioner Barbro Smeds | Katariina Lahti | Malmö Stadsteater        |
| 1997 | Mildred | Änglakaramellen Cristina Gottfridsson     | Jan Nielsen     | Helsingborgs stadsteater |
| 2007 |         | Ett långt stycke liv Peter Harness        | Ragna Weisteen  | Teater Insite            |